# Marktgraitz
Marktgraitz è un comune tedesco di 1 313 abitanti, situato nel land della Baviera.